# Proechimys hoplomyoides
Proechimys hoplomyoides és una espècie de mamífer rosegador de la família de les rates espinoses. Viu al Brasil, la Guaiana i Veneçuela. No se sap gairebé res sobre el seu hàbitat i la seva història natural, car és coneguda a partir de només dos exemplars. Es desconeix si hi ha cap amenaça significativa per a la supervivència d'aquesta espècie. L'estatus taxonòmic d'aquesta rata espinosa és incert i podria ser que no fos ni tan sols una espècie vàlida.